# Nenilinium luteolum
Nenilinium luteolum är en spindelart som först beskrevs av Imre Loksa 1965.  Nenilinium luteolum ingår i släktet Nenilinium och familjen täckvävarspindlar. Inga underarter finns listade i Catalogue of Life.